# Трассем
Трассем (нім. Trassem) — громада в Німеччині, розташована в землі Рейнланд-Пфальц. Входить до складу району Трір-Саарбург. Складова частина об'єднання громад Саарбург.
Площа — 7,53 км2. Населення становить 1158 ос. (станом на 31 грудня 2020).